# Морская администрация Финляндии
Морская администрация Финляндии (швед. Sjöfartsverket, англ. Finnish Maritime Administration , до 1998 г. фин. Merenkulkuhallitus) — с 1917 до 2009 г. главное государственное учреждение Финляндии, обеспечивавшее безопасность мореплавания, оказание помощи судам в ходе зимней навигации (ледокольный флот), контроль над фарватерами, учёт движения судов и грузов, лоцманская служба, а также издание морских карт и контроль над паромным сообщением.
В начале 2010 года часть функций Морской администрации передаётся Транспортному агентству и Агентству транспортной безопасности. Производственная деятельность Морской администрации тогда же была передана государственной компании Meritaito Oy, которая занимается обслуживание водных путей и транспортной инфраструктуры.
Штаб Морской администрации размещался в Хельсинки, район Руохалахти, на Порккаланкату. Сейчас то же здание занимает Meritaito Oy.

## История
Лоцманское управление Великого княжества Финляндского было создано уже 28 июня 1810 года. До 1850 г. это управление занималось лоцманскими делами и установкой маяков. В 1850 г. оно было преобразовано в военное организацию, руководитель которой имел звание полковника, и она подчинялась одновременно сенату и генерал-губернатору, то есть находилась в ведении как собственно финляндских, так и российских властей. В 1912 г. это управления полностью подчиняется российскому Морскому министерству.
После провозглашения независимости Финляндии 15 декабря 1917 г. создаётся Морская коллегия, в ведение которой передаются все вопросы судоходства, в том числе лоцманские дела и маяки. В дополнении к этому новое учреждение занималось вопросами судоходства и судостроения, инспекцией морских учебных заведений, устанавливало навигационные знаки и контролировало движение в портах, вело реестр судов и содержало ледокольный флот. Эти же функции данная организация выполняла до 90-х гг. Название Морской администрации изменяется в 1998 г. В 2004 г. она разделяется на Морское агентство и Государственное предприятие лоцманской проводки.
С 1 января 2010 года Морская администрация, Администрация гражданской авиации, Транспортная администрация и Европейское железнодорожное агентство состоят из Транспортных управлений и Управлений транспортной безопасности.

## Руководители Морской администрации
Главный лоцман
- Пер Густав Бродда, 1810—1836

Лоцман-инспектор
- Нафанаил Герхард Ф. Шультен, 1815—1823
- Авраам, Арвид Финкенберш, 1823—1839
- Александр Валлронд, 1839—1848
- Михаил Николаевич Лермонтов, 1849—1850

Начальник Морского управления
- Михаил Николаевич Лермонтов, 1850—1853
- Борис Нордман, 1853—1874
- Юстус Эрикссон, 1874—1882
- Стен Карл Тудер, 1882—1885
- Отто Викторинус Гадд, 1885—1894
- Андерс Сйёманн, 1894—1910
- Константин Самсонов, 1910—1917

Управляющий Морским советом (Глава Морской администрации)
- Густав Вреде, 1917—1931
- Илмари Йокинен, 1931—1938
- Сванте Сундмана, 1938—1944
- Ээро Рахола, 1945—1964
- Хельге Йяясало, 1964—1976
- Ян-Эрик Янссон, 1976—1988
- Кюёсти Вестеринен, 1988—2001
- Юкка Хирвела, 2001—2004
- Маркку Милл, 2004—2009